# Греппи, Джузеппе
Граф Джузеппе Греппи (итал. Giuseppe Greppi; 25 марта 1819, Милан — 8 мая 1921, Милан) — итальянский государственный деятель, дипломат.

## Биография
Родился в Милане 25 марта 1819 года. Был одним из трёх сыновей дипломата Антонио Греппи, графа ди Буссеро и Корнелиано и маркизы Терезы Тротти Бентивольо.
Изучал право в Павийском университете. В 1842—1848 годах — на австрийской дипломатической службе: 13 июня 1843 года он был назначен атташе австрийской миссии в Мюнхене, а в апреле 1846 года переехал в Штутгарт. В сентябре 1846 года был произведён в секретари миссии и отправлен в Стокгольм (руководил этой миссией с марта по ноябрь 1847 года).
С 1848 года в отставке; жил в Турине.
В сентябре 1859 года поступил на дипломатическую службу Сардинского королевства и был назначен секретарём миссии в Лондон. С февраля 1860 по июнь 1861 года был секретарём миссии в Берлине; с июня по ноябрь 1861 года — секретарём миссии в Афинах. С 30 ноября 1861 года был переведён в Константинополь первым секретарём миссии (с 6 марта по 26 июля руководил миссией); с 9 апреля 1864 года — министр—резидент; оставался в Константинополе до 1866 года.
С 1867 года — Чрезвычайный Посланник и Полномочный Министр с аккредитацией в Штутгарте, Монако и Мадриде.
С 1883 года — Чрезвычайный и Полномочный Посол в Российской империи (Санкт-Петербург).
С 1888 года — в отставке.
С 1891 года — Сенатор Итальянского Королевства. В 1912 году, в возрасте более девяноста лет, он был назначен членом Комиссии по рассмотрению проекта закона об итальянском суверенитете в Ливии, а затем Комиссии по ратификации Лозаннского договора.
Скончался в Милане 8 мая 1921 года.

## Награды
- Кавалер Большого креста ордена Святых Маврикия и Лазаря
- Кавалер Большого креста ордена Короны Италии
- Бальи благочестия Мальтийского ордена
- награждён многими другими орденами разных стран.